# Magistralni put M6 (Montenegro)
Der Magistralni put M6 ist eine im Jahr 2016 neu eingerichtete Nationalstraße in Montenegro. Die Länge der aktuellen M6 beträgt 127 Kilometer.
Die Straßennummer ersetzt zusammen mit dem Magistralni put M7 den alten, von Trebinje kommenden M6, der von der bosnisch-herzegowinischen Grenze bei Vilusi nach Nikšić verlief, und dessen frühere Nummerierung noch auf die Nummerierung der SFR Jugoslawien zurückgeht.

## Verlauf
Der neue M6 führt von Jasenovo Polje am Magistralni put M3 zunächst nach Osten nach Šavnik und weiter in nördlicher Richtung in das Gebiet des Durmitor nach Žabljak und über die Đurđevića-Tara-Brücke nach Pljevlja sowie zur Grenze zu Serbien in Richtung Prijepolje.